# بانکرز تراست
بانکرز تراست (انگلیسی: Bankers Trust) شرکت خدمات مالی آمریکایی است، که در سال ۱۹۰۳ تأسیس شد.